# Stomachico
Uno stomachico è un prodotto naturale o farmaceutico in grado di stimolare la digestione, favorendo di riflesso l'appetito.
Di solito il termine si utilizza in riferimento alla capacità, posseduta da certe parti di talune piante officinali, di favorire la funzione digestiva.

Possiedono proprietà stomachiche le sommità fiorite di Rosmarinus officinalis (il rosmarino) e i frutti essiccati di Foeniculum vulgare (il comune finocchio selvatico) spesso trasformati in tisane dette "dopo pasto", ed in genere tutte le sostanze di sapore amaro (Gentiana lutea, la genziana, Erythrea centaurium, la centaurea, Artemisia spp., le artemisie) e le piante ad elevato contenuto in principi volatili (olii essenziali) e pungenti (Zingiber officinale, lo zenzero, Mentha piperita, ecc.)